# والتر فان ديك
والتر فـان ديك (بالإنجليزية: Walter Van Dyke) هو قاضي ومحامي أمريكي، ولد في 8 أكتوبر 1823 في Tyre, New York ‏ في الولايات المتحدة، وتوفي في 25 ديسمبر 1905 في East Oakland, Oakland, California ‏ في الولايات المتحدة.